# Предельная полезность

Сравнение общей и предельной полезности

Предельная полезность — это полезность, которую потребитель получает от использования ещё одной дополнительной единицы блага.
Другими словами, предельная полезность — это увеличение общей полезности при потреблении одной дополнительной единицы блага (производная):
{\displaystyle MU={\frac {\partial U}{\partial Q}},}
где {\displaystyle U} — функция полезности, а {\displaystyle Q} — количество потребляемого блага.
Принцип предельной полезности сводится к следующему: ценность блага данного рода определяется полезностью предельного экземпляра, удовлетворяющего наименее настоятельную потребность. Предельная полезность определяет спрос на товар.

## История
Теория предельной полезности возникла как альтернатива трудовой теории стоимости для пояснения наблюдаемых закономерностей в ценах на товары. Основные положения теории предельной полезности были сформулированы Германом Генрихом Госсеном в надолго всеми забытой работе 1854 года. Массированное проникновение маржиналистских идей в экономическую литературу, получившее название «маржиналистская революция», началось в середине 1880-х годов. Принцип предельной полезности был изложен почти одновременно тремя учёными-экономистами Стенли Джевонсом, Карлом Менгером и Леоном Вальрасом. Хотя Джевонс изложил свои идеи в лекции, опубликованной в 1866 году, Менгер в «Основаниях политической экономии» в 1871 году, а Леон Вальрас в 1874 году, все трое писали независимо друг от друга. Термин «предельная полезность» (нем. Grenznutzen) был введён в экономическую науку Фридрихом фон Визером.
Согласно данной концепции, ценность товаров определяется их предельной полезностью на базе субъективных оценок. Даже в отношении одной и той же потребности благо может иметь различную предельную полезность (например, полезность хлеба для сытого и для голодного). Предельная полезность какого-либо блага обозначает ту пользу, которую приносит последняя единица этого блага, причём последнее благо обычно удовлетворяет самые маловажные нужды. При этом фактором ценности считается и редкость товара. Предельная полезность повышается при недостатке блага и понижается при его избытке.
Субъективная ценность — это личная оценка товара как потребителем, так и продавцом; объективная же ценность — это меновые пропорции, цены, которые формируются в ходе конкуренции на рынке. По мере постепенного насыщения потребностей субъекта полезность вещи для него падает. Теория предельной полезности пытается дать совет, как наилучшим образом распределить средства для удовлетворения потребностей при ограниченности ресурсов.
В 1890 году английский экономист Альфред Маршалл опубликовал монографию «Принципы экономической науки», ставшую основным учебником по микроэкономике. Он предложил компромиссный вариант определения рыночной стоимости предельной полезностью, определяющей спрос на товар, и затратами производства, сформулировал закон спроса и предложения.
Современные экономисты продолжают использовать теорию предельной полезности, акцентируя внимание на изучении закономерностей потребительского спроса, анализе предложения, исследовании рынков и ценообразования на микроэкономическом уровне.

## Закон убывающей предельной полезности

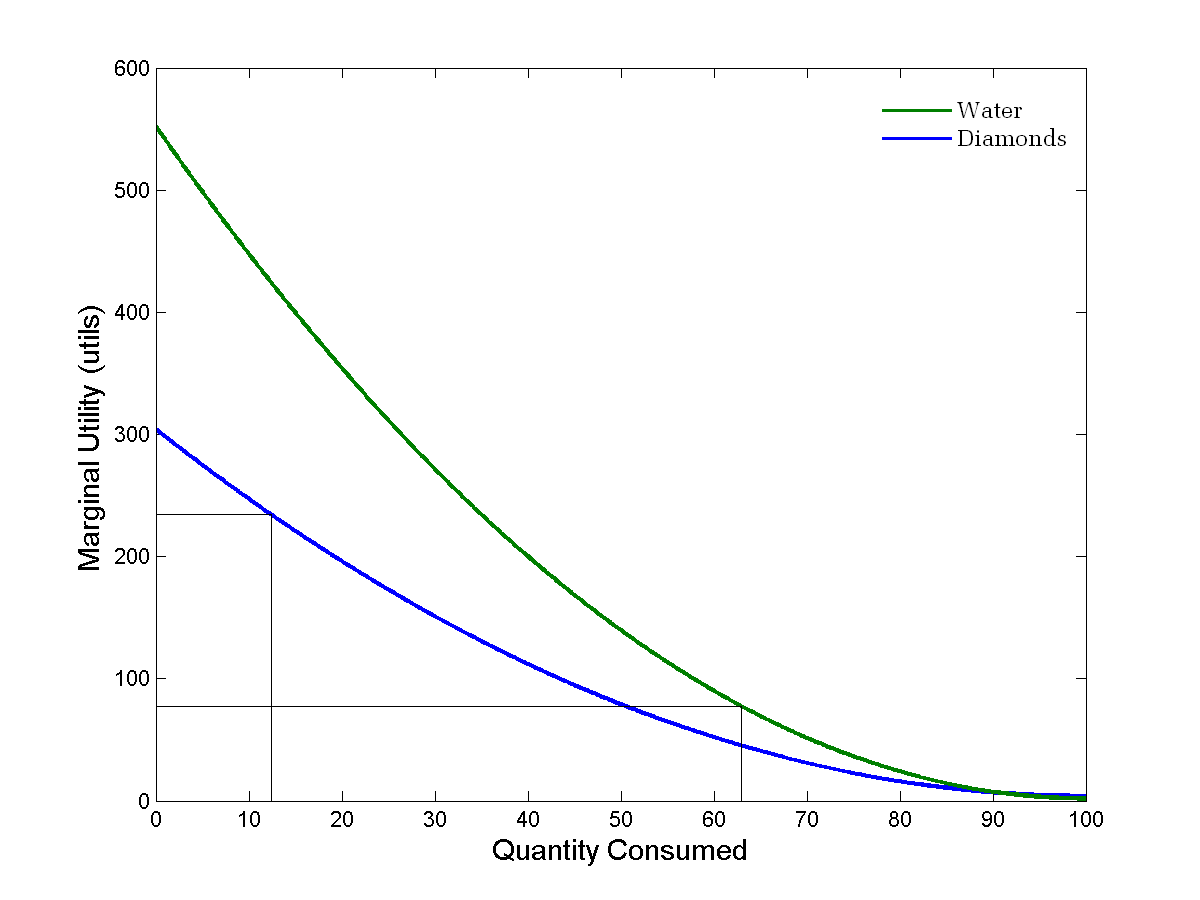
График показывает предельную полезность (измеряется в единицах полезности) алмазов и воды как функцию объёма потребления

Закон убывающей предельной полезности заключается в том, что с ростом потребления блага (при неизменном объёме потребления всех остальных благ) общая полезность, получаемая потребителем, возрастает, но скорость роста замедляется.
Математически это означает, что первая производная функции общей полезности в зависимости от потребления данного блага положительна, но уменьшается, а вторая — отрицательна. Иначе говоря, закон убывающей предельной полезности гласит, что функция общей полезности возрастает и выпукла вверх.
Предельная полезность (производная) убывает с ростом потребления, обращается в ноль при максимальной общей полезности и затем становится отрицательной, а общая полезность, достигнув максимального значения, начинает уменьшаться.
Например, для голодного человека предельная полезность первой тарелки супа выше, чем второй, второй — выше, чем третьей. Так и с другим благом.
Из этого закона следует необходимость понижения цены для того, чтобы побудить потребителя к увеличению покупок конкретного продукта.
Однако закон убывающей предельной полезности не всегда действует при малых количествах товара. Например, если человек принимает одну таблетку — он излечивается не полностью. Если две — то он излечивается полностью, и предельная полезность возрастает по сравнению с одной таблеткой. Однако дальнейшее потребление таблеток может только вредить организму, и предельная полезность станет отрицательной.

### Ограниченность применимости закона
- Однородные единицы. Сравнивать можно товар с однородными единицами и потребляемые одним потребителем. Например, нельзя рассматривать яблоки и бананы. Точно так же нельзя рассматривать зелёные и красные яблоки вместе. Все единицы товара должны быть одного веса и качества. Например, если первое яблоко кислое, а второе — сладкое, то второе яблоко даст больше удовлетворения потребителю, чем первое.
- Рассматривается потребитель с неизменными вкусами. Не должно быть никаких изменений во вкусах, привычках, обычаях, предпочтениях и доходах потребителя. Изменение в одном из перечисленных факторов изменит полезность продукта, и закон становится неприменимым.
- Непрерывность потребления. Формулировка закона исходит из того, что процесс потребления какого-либо продукта потребителем непрерывен. В противном случае его предельная полезность не обязательно пойдёт на спад. Если после потребления одной единицы продукта есть пауза, то вполне возможно, что потребность в нём возобновится и потребление последующей единицы продукта даст такое же удовлетворение, как от предыдущей .
- Постоянные цены. Цены на продукт или на его заместители предполагаются неизменными. Потребитель может отказаться от покупки товара или увеличить покупки лишь в силу изменения цены, а не потому, что произошло изменение оценки полезности товара.

На практике одновременное выполнение всех этих условий встречается крайне редко.
Ограниченность законов предельной полезности обсуждалась многократно, однако показать их в микроэкономической модели пока удаётся только в виртуализированной экономике.

### Предельная полезность и спрос
Теория субъективной полезности выводит закон убывания объёма спроса с ростом цены из аксиомы снижения предельной полезности.